# Niphona mediofasciata
Niphona mediofasciata là một loài bọ cánh cứng trong họ Cerambycidae.